# Psychotria magnifica
Psychotria magnifica är en måreväxtart som först beskrevs av John Wynn Gillespie, och fick sitt nu gällande namn av Francis Raymond Fosberg. Psychotria magnifica ingår i släktet Psychotria och familjen måreväxter. Inga underarter finns listade i Catalogue of Life.